# WIN/GIA

Logo de WIN/GIA.

La Worldwide Independent Network/Gallup International Association (WIN/GIA) est un consortium international d'entreprises de sondages et d'études de marché fondé en mai 2010 lors de la fusion de la Gallup International Association (en) (GIA) et du Worldwide Independent Network of market research (WIN),. Le groupe compte 72 membres répartis dans 70 pays. Son siège social est situé à Zurich, en Suisse.

## Conseil d'administration
Le conseil d'administration de WIN/GIA est composé de neuf membres et d'un président. L'élection de ce dernier se fait tous les quatre ans, alors que celle des membres se fait tous les deux ans.

## Membres
Les membres de WIN/GIA se répartissent dans les pays et états suivants :
- Afghanistan
- Afrique du Sud
- Albanie
- Allemagne
- Arabie Saoudite
- Argentine
- Arménie
- Australie
- Autriche
- Azerbaïdjan
- Bangladesh
- Belgique
- Bosnie
- Brésil
- Bulgarie
- Cameroun
- Canada
- Chili
- Chine
- Colombie
- Corée
- République Tchèque
- Danemark
- Équateur
- Égypte
- Espagne
- États-Unis
- Fidji
- Finlande
- France
- Géorgie
- Ghana
- Grèce
- Hong Kong
- Islande
- Inde
- Indonésie[note 1]
- Irak
- Irlande
- Italie
- Japon
- Kenya
- Koweït
- Liban
- Lituanie
- Macédoine
- Malaisie
- Mexique
- Maroc
- Mozambique
- Nigeria
- Pakistan
- Palestine
- Pays-Bas
- Pérou
- Philippines
- Pologne
- Portugal
- Roumanie
- Royaume-Uni
- Russie
- Serbie
- Singapour
- Suède
- Suisse
- Thaïlande
- Tunisie
- Turquie
- Émirats Arabes Unis
- Ukraine
- Vietnam

## Conflits juridiques
The Gallup Organization et Gallup International Association (GIA) sont impliqués dans un conflit juridique quant à l'utilisation du nom « Gallup ».